# Baron Samedi
Pour les articles homonymes, voir Baron.

Vévé de Baron Samedi

Dans le vaudou, Baron Samedi (ou Baron Samdi, Bawon Samedi, Bawon Sanmdi) est l'un des aspects du lwa Baron.

## Attributs et représentation
C'est le lwa des morts, avec ses autres incarnations Baron La Croix (symbole de l'individualité et de l'importance des petits plaisirs de la vie, puisque nous allons tous à la tombe), Baron Cimetière (protecteur des cimetières qui garde les morts dedans et les vivants dehors) et Baron Kriminel (vengeur, juge et punisseur des morts). C'est l'un des Guédés ou leur père spirituel. Sa femme est Maman Brigitte.
Il est représenté vêtu d'un chapeau haut-de-forme, d'un costume de soirée, de lunettes de soleil dont un verre est cassé, avec du coton dans les narines.
C'est l'esprit de la mort et de la résurrection, il se trouve à l'entrée des cimetières et se met sur le passage des morts vers la Guinée.
Il sert également lors de l'approche du jour des morts, le 2 novembre, à venger les âmes errantes, les personnes persécutées, les sorcières et consultantes des cultes vaudou. Il est invoqué avec l'aide de bourdons sur lesquels un charme est jeté sur leurs aiguillons selon la parole biblique « mort où est ton aiguillon ? ».
Baron Samedi est considéré comme le maître de la mort dans cette religion et il décide qui peut rentrer ou non dans le monde des morts.